# Starman - O Homem das Estrelas
Starman - O Homem das Estrelas (em inglês:  Starman) é um filme de romance estadunidense de 1984, do gênero ficção científica, dirigido por John Carpenter e estrelado por Jeff Bridges e Karen Allen, que conta a história de um alienígena chamado Star Man que veio à Terra e clonando um corpo humano, em resposta ao convite encontrado na disco fonográfico de ouro instalado na sonda espacial Voyager 2. O roteiro original foi escrito por Bruce A. Evans e Raynold Gideon, com Dean Riesner fazendo reescritas sem créditos.
O filme recebeu críticas positivas, mas vacilou em sua estreia nas bilheterias. Bridges foi indicado ao Oscar de Melhor Ator por seu papel. Inspirou uma curta série de televisão com o mesmo nome em 1986.

## Sinopse
Um alienígena é enviado à Terra por três dias, em uma missão de paz, em resposta à mensagem mandada pela sonda espacial Voyager 2, em 1977. Porém, ao chegar na órbita terrestre, é atacado por forças do exército e, para escapar, assume a forma de Scott, um homem já falecido. Jenny, sua viúva, após o choque inicial, vai gradualmente confiando nele e acaba por ajudá-lo a encontrar os amigos que o levarão de volta ao seu planeta.

## Elenco principal
- Jeff Bridges como Scott Hayden / Starman
- Karen Allen como Jenny Hayden
- Charles Martin Smith como Mark Shermin
- Richard Jaeckel como George Fox
- Robert Phalen como Major Bell
- Tony Edwards como Sergento Lemon
- John Walter Davis como Brad Heinmuller
- Ted White como Deer Hunter
- Dirk Blocker como policial #1
- M. C. Gainey como policial #2
- George Buck Flower como cozinheiro (como Buck Flower)
- Ralph Cosham como tenente da Marinha
- Lu Leonard como garçonete
- Mickey Jones como motorista de caminhão
- David Wells como assistente de Fox

## Produção
Starman passou cinco anos em desenvolvimento na Columbia Pictures. O roteiro original de Bruce A. Evans e Raynold Gideon foi comprado pelo estúdio a pedido do produtor executivo Michael Douglas, pouco antes de adquirir Night Skies de Steven Spielberg. O roteirista Dean Riesner entrou no projeto no final de 1981, depois que o diretor Mark Rydell deixou o projeto devido a diferenças artísticas com Douglas. Riesner trabalhou em sete reescritas de Starman com seis diretores diferentes, mas não recebeu crédito na tela porque, segundo ele, “a Writers Guild, em sua infinita sabedoria, decidiu que eu não contribuí com 50 por cento do roteiro”. Outros escritores não creditados que trabalharam no roteiro foram Edward Zwick e Diane Thomas. A Columbia decidiu abandonar Night Skies, que era semelhante em enredo a Starman, com o fundamento de que a história anterior era uma história mais Disney voltada para crianças, enquanto Starman era para um público mais maduro. Night Skies foi renomeado E.T. the Extra-Terrestrial, que se tornou o filme de maior bilheteria de seu tempo, sobre o qual Riesner comentou: "Isso mostra o quão errado você pode estar neste negócio."
De acordo com Riesner, os produtores da Columbia estavam preocupados com os retornos iniciais de bilheteria de E.T., achando que Starman (em cuja segunda reescrita Riesner estava trabalhando na época) era muito semelhante. Adrian Lyne havia trabalhado brevemente no projeto antes de partir para dirigir Flashdance para a Paramount Pictures. Ele foi substituído por John Badham, que saiu para dirigir WarGames assim que viu ET, e concordou que os dois projetos eram muito semelhantes. Riesner foi encarregado de manter Starman essencialmente o mesmo, ao mesmo tempo em que o diferenciava de ET, e trabalharia com três diretores subsequentes: Tony Scott, Peter Hyams e, finalmente, John Carpenter. Enquanto Scott estava mais interessado em estilo do que em impulso narrativo e queria escalar Philip Anglim, e Hyams pressionava por uma abordagem de ficção científica mais convencional, Carpenter, que estava ansioso para mudar sua imagem de criador de suspenses apelativos, desejava enfatizar o relacionamento cross-country que se desenvolve entre os dois protagonistas à la The Defiant Ones, The 39 Steps, e It Happened One Night mais efeitos especiais. Riesner abandonou as "pesadas implicações políticas" do roteiro para cumprir isso.
Partes do filme foram filmadas em Monument Valley, Utah.

## Lançamento e recepção
Starman arrecadou US$2.872.022 em sua semana de estréia, estreando em sexto lugar. Foi lançado na mesma semana com Dune de David Lynch e uma semana após o lançamento de 2010: The Year We Make Contact de Peter Hyams. O filme arrecadou um total de $28.744.356 na América do Norte (EUA e Canadá).
O agregador de resenhas Rotten Tomatoes relata que Starman ganhou uma classificação de 85% com base em 33 resenhas de críticos, com a leitura de consenso: "O que inicialmente começa como ficção científica se transforma em um drama surpreendentemente doce e incomum, cortesia da direção cuidadosa de John Carpenter." O agregador Metacritic dá ao filme uma pontuação de 71% com base em 7 avaliações.
Roger Ebert deu ao filme três estrelas de quatro e escreveu "Starman tem potencial para ser um filme muito bobo, mas os dois atores têm tanta simpatia por seus personagens que o filme, anunciado como ficção espacial, se transforma em uma das mais comoventes histórias de amor de 1984". Em uma crítica altamente positiva elogiando o filme junto com seus atores e diretor, Janet Maslin afirmou: "Se Starman não faz uma grande diferença na carreira de Jeff Bridges, o Sr. Bridges está operando na galáxia errada." Duane Byrge escreveu para o The Hollywood Reporter que o filme tinha "um enredo divertido e atraente" e uma "atuação vencedora" de Jeff Bridges, descrevendo-o como "uma visão frequentemente precisa da cultura americana atual". No entanto, ele achou o roteiro "unidimensional em certos aspectos do enredo, especialmente em relação às forças militares obstinadas", mas elogiou-o por "uma mensagem edificante e humana" e Carpenter por "narrativa fluida" e elogiou a "trilha sonora evocativa e os efeitos visuais especiais"como "de primeira." Mark Harrison escreveu para Den of Geek que era "um clássico filme de ficção científica" e "não apenas uma exceção no corpo de trabalho [de Carpenter], mas também um produto indiscutível de sua direção". Ele argumentou que Carpenter havia levado "uma potencial imitação de E.T. e transformou-o em uma versão moderna de um gênero mais clássico de Hollywood", e elogiou-o por uma "inversão sagaz dos papéis de gênero", em que "Bridges é o ingênuo que não sabe nada sobre o mundo (ou nosso mundo, pelo menos) e Allen é a personagem mais cínica que é puxada para uma aventura cross-country com ele". Ele acrescentou que "o filme realmente vive ou morre com a química dos protagonistas. Felizmente, Bridges e Allen estão em uma forma espetacular aqui" e acreditavam que o retrato de Karen Allen "poderia ser seu melhor desempenho." Ele concluiu que "Starman é um filme agridoce, que realmente deveria ser celebrado como um dos as entradas mais adoráveis do cânone de John Carpenter."
Alan Jones concedeu-lhe quatro estrelas de cinco para a Radio Times, argumentando que "a parábola da ficção científica religiosa de John Carpenter tem tanto coração e emoção quanto efeitos especiais, e dá ao indicado ao Oscar Jeff Bridges uma chance real de expandir seu talento como ator." Ele o descreveu como "engraçado, cheio de suspense e comovente" e concluiu que "esta envolvente odisséia no espaço é um dos melhores esforços de Carpenter". Halliwell's Film Guide foi menos positivo, descrevendo-o como uma "fantasia de ficção científica derivada, mas excêntrica, com lapsos de narrativa e uma tentativa geral de tornar a história de amor predominante sobre o hardware".  A revisão da revista Time Out chamou-a de "uma história de amor de ficção científica um tanto esfarrapada" que "carece do ímpeto, energia e surpresa que se associa a Carpenter". Ele continuou "Os melhores efeitos especiais estão nos primeiros cinco minutos. Depois disso, tudo é bastante previsível. O normalmente excelente Bridges embaralha seu caminho através de uma performance robótica como se tivesse acabado de ser desconectado, e a piada (muito) básica do filme - seu ingênuo resposta ao que ele experimenta - se desgasta muito rápido."

## Principais prêmios e indicações
Jeff Bridges foi indicado ao Oscar de Melhor Ator, tornando Starman o único filme de John Carpenter a receber uma indicação ao Oscar. Bridges também foi indicada ao Globo de Ouro de melhor ator em filme dramático e recebeu o Prêmio Saturno de Melhor Ator. Karen Allen também recebeu um aceno de Melhor Atriz da Academy of Science Fiction, Fantasy & Horror Films. O próprio filme foi nomeado Melhor Filme de Ficção Científica. Jack Nitzsche recebeu uma indicação ao Globo de Ouro por sua trilha.
O filme foi indicado, mas não aparece nas seguintes listas:
- 2002: AFI's 100 Years ... 100 Passions - Nomeado[20]
- 2008: 10 Top 10 da AFI : Filme de Ficção Científica Nomeado[21]

## Trilha sonora
A trilha sonora de Starman foi lançada em 14 de dezembro de 1984. O álbum também contém uma versão de "All I Have to Do Is Dream" interpretada pelas estrelas Jeff Bridges e Karen Allen.
Todas as músicas são compostas por Jack Nitzsche (exceto "All I Have to Do Is Dream", escrita por Felice e Boudleaux Bryant).
| N.º | Título                      | Duração |  |
| 1.  | "Jenny Shot"                | 1:30    |  |
| 2.  | "Here Come the Helicopters" | 5:04    |  |
| 3.  | "Honeymoon"                 | 0:56    |  |
| 4.  | "Road Block"                | 1:38    |  |
| 5.  | "Do You Have Somebody?"     | 1:18    |  |
| 6.  | "Pickup Truck"              | 3:01    |  |
| 7.  | "What's It Like up There?"  | 1:46    |  |
| 8.  | "All I Have to Do Is Dream" | 3:29    |  |
| 9.  | "Lifting Ship"              | 1:22    |  |
| 10. | "I Gave You a Baby"         | 2:11    |  |
| 11. | "Morning Military"          | 1:04    |  |
| 12. | "Define Love"               | 1:33    |  |
| 13. | "Balls"                     | 1:10    |  |
| 14. | "Starman Leaves"            | 7:04    |  |

## Mídia doméstica
O filme foi lançado em Blu-ray em 11 de agosto de 2009.

## Remake
Em abril de 2016, The Hollywood Reporter informou que Shawn Levy dirigirá e produzirá um remake escrito por Arash Amel. Michael Douglas, que foi o produtor do original, também está a bordo para produzir, enquanto Dan Cohen e Robert Mitas são os produtores executivos, e Matt Milam e Adam North estão supervisionando o projeto para Columbia.

## Na cultura popular
A Orquestra Filarmônica da Cidade de Praga fez um cover de "Starman Leaves (End Title)" para seu álbum de compilação de covers de 2005, The Science Fiction Album. O single "Symphonies" de Dan Black, de 2010 , e seu remix com Kid Cudi, foram uma amostra do cover da música do CoPPO. No final do videoclipe, o personagem principal é transportado por uma espaçonave circular brilhante, semelhante à maneira como o Starman do filme parte da Terra. O videoclipe em si contém cenas que prestam homenagem a vários filmes de Jeff Bridges, incluindo Tron e King Kong.